# Educația în Canada
Educația în Canada este în cea mai mare parte furnizată în mod public și este finanțată și supravegheată de guvernele provinciale, teritoriale și locale. Educația este sub jurisdicție provincială, iar curriculumul este reglementat de provincie. În general, educația în Canada se împarte în educație primară, urmată de educația secundară și post-secundară. În cadrul provinciilor, sub autoritatea ministerului educației, se află consilii școlare care administrează programele educaționale.
Educația este obligatorie până la vârsta de 16 ani în fiecare provincie din Canada, excepție făcând Manitoba, Ontario și New Brunswick, unde este obligatorie până la 18 ani sau până este obținută diploma de absolvire a liceului. În unele provincii, scutiri timpurii de școală pot fi acordate în anumite circumstanțe la vârsta de 14 ani. În general, Canada are 190 (180 în Quebec) zile de școală pe an, anul școlar începând în mod oficial în septembrie (după Ziua Muncii), terminându-se la sfârșitul lui iunie (de obicei, în ultima vineri a lunii, exceptând Quebecul, unde se termină chiar înainte de 24 iunie – Fête nationale du Québec). În școlile secundare din Columbia Britanică, sunt 172 de zile în cadrul unui an școlar. În Alberta, elevii din licee primesc patru luni libere pentru a se acomoda cu pauză înainte de examen: două luni în ianuarie și două în iunie. În mod tipic, orele se termină pe data de 15 a acelor luni.
Programul pentru Evaluarea Internațională a Elevilor (PISA), coordonat de Organizația pentru Cooperare și Dezvoltare Economică (OECD) clasează în prezent cunoașterea și abilitățile per ansamblu ale canadienilor cu vârsta de 15 ani ca fiind pe locul șase la cele mai bune din lume. Canada este o țară OECD cu performanțe bune în privința științei cititului, matematicii și științei, cu o medie per elev de 523.7, în comparație cu media OECD de 493 în 2015. În 2016, țara a cheltuit 6.0 procente din PIB pe toate nivelurile de educație – cu aproximativ 1.0 procent mai mult decât media OECD de 5.0 procente. În 2017, 68 procente din canadienii cu vârsta de la 25 la 64 de ani au avut parte de o anumită formă de educație post-secundară, adică cu 24 procente mai mult decât media OECD de 44 procente. 57 procente dintre canadienii cu vârsta de la 25 la 64 de ani au obținut o diplomă de colegiu sau universitară alături de 11 procente din canadieni care au obținut certificate, diplome și noviciat din partea instituțiilor profesionale.

## Referință
1. ↑  Lucy Scholey. „2015 federal budget 'disappointing' for post-secondary students: CFS”. Arhivat din original la 3 iunie 2015. Accesat în 1 iunie 2015.
2. ↑  „Canada 1956 the Official Handbook of Present Conditions and Recent Progress”. Canada Year Book Section Information Services Division Dominion Bureau of Statistics. Ottawa: Queen's Printer. 1959.
3. ↑  Minister of Trade and Commerce, The Right Honourable C. D. Howe (1956). „Canada 1956 the Official Handbook of Present Conditions and Recent Progress”. Canada Year Book Section Information Services Division Dominion Bureau of Statistics. Ottawa: Queen's Printer.
4. ↑  „Going to School in Manitoba | Manitoba Education and Training”. www.edu.gov.mb.ca (în engleză). Accesat în 1 februarie 2019.
5. ↑  „Law Document English View”. Ontario.ca (în engleză). 24 iulie 2014. Accesat în 1 februarie 2019.
6. ↑  Government of New Brunswick, Canada (18 mai 2010). „New Brunswick Education”. www2.gnb.ca (în engleză). Accesat în 1 februarie 2019.
7. ↑  „- Basic school regulation for preschool, elementary and secondary education”. legisquebec.gouv.qc.ca (în engleză). Accesat în 2 februarie 2019.
8. ↑  „How many school days the students have in a BC high school?”. www.rolia.net. 2014. Arhivat din original la 14 octombrie 2017. Accesat în 21 noiembrie 2020.
9. ↑  „PISA - Results in Focus” (PDF). OECD. 2015. p. 5.
10. ↑  „Canada - Student performance (PISA 2015)”. OECD.
11. ↑  „Education Indicators in Canada: An International Perspective 2018” (PDF). Statistics Canada. 11 decembrie 2018. p. 93. Accesat în 27 august 2019.
12. ↑  „Education Indicators in Canada: An International Perspective 2018” (PDF). Statistics Canada. 11 decembrie 2018. p. 32. Accesat în 27 august 2019.
13. 1 2  „Education Indicators in Canada: An International Perspective 2018” (PDF). Statistics Canada. 11 decembrie 2018. p. 24. Accesat în 27 august 2019.
14. ↑  „Educational attainment of the population aged 25 to 64, by age group and sex”. Statistics Canada. Accesat în 27 august 2019.